# Gassarvet, Leksands kommun
Gassarvet är en by i Siljansnäs socken i Leksands kommun, centrala Dalarna.
Gassarvet ligger mellan Fornby och Siljansnäs kyrkby på Byrvikens norra sida.
Byn genomkorsas av länsväg W 938 (Leksand - Siljansnäs - Gesunda - Vika (Mora)).